# Скробут Богдан Юрійович
Богдан Юрійович Скробут (18 жовтня 1946, с. Шманьківчики, Чортківський район, Тернопільська область, Українська СРСР — 25 січня 2011, с. Моринці, Черкаська область, Україна) — український поет, дисидент, політичний в'язень, дослідник голодоморів в Україні, політичний та громадський діяч, ліквідатор аварії на ЧАЕС, діяч руху опору проти зросійщення та національної дискримінації українського народу.

## Життєпис
Богдан Скробут народився 18 жовтня 1946 року у селі Шманьківчиках, нині Заводської громади Чортківського району Тернопільської области України.
Закінчив школу та Заліщицький сільськогосподарський технікум. Працював бухгалтером в колгоспі.
Був заарештований органами НКВД у січні 1971 року за організацію вертепу в родинному селі. Був у засланні в Сибіру 18 років під прискіпливим оком КДБ СРСР. 9 березня 1971 року, на День народження Кобзаря, його привезли в Якутію, де порався на місцевій фермі. Потім був теслею, монтажником, виконробом і головним технологом на Байкало-Амурській магістралі. У засланні познайомився з видатним українським поетом і філософом Миколою Руденком. Ця зустріч відбулася у середині 80-х років минулого століття на Алтаї біля с. Майма, де Богдан працював на підготовці будівництва Катунської ГЕС, а Руденко відбував політичне заслання.
Повернувся в Україну 1989 року.
Брав участь у ліквідації наслідків аварії на Чорнобильській АЕС.

### Громадська діяльність
Займався дослідженням голодоморів в Україні за власною ініціативою, зокрема збирав свідчення літніх людей про ті події. Організував підписи щодо спорудження пам'ятника жертвам Голодомору в селі Ковалівка, що на Полтавщині.
Згодом став помічником Левка Лук'яненка в Асоціації дослідників голодоморів. Проводив просвітницькі лекції.
Проживаючи в м. Смілі Черкаської области організував надходження патріотичної літератури, відзначення сумних дат страшного Голодомору 1932-1933 років, створення місцевої організації Асоціації дослідників голодоморів, рух за перейменування вулиць і зняття пам'ятника Володимирові Леніну.
|                   | Горджуся тим, що я український націоналіст! Це звучить гордо. Я не належу до тих націоналістів, котрі ненавидять ворогів. Я належу до тих націоналістів, котрі люблять свою Батьківщину. |
| — Богдан Скробут, | |

Помер 25 січня 2011 року та похований на батьківщині Тараса Шевченка в с. Моринцях Черкаської области.
Залишився син.

## Доробок
Автор статей, поезій, поем «На київській землі» і «Згуба волі» (обидві 2011).
Історична поема «Згуба волі» про Мазепу, Петра I та Полтавську битву, написана під час перебування автора 9-11 червня 1993 року у м. Полтаві та с. Ковалівка Полтавської области. У ній автор намагається осмислити причину трагічних сторінок минувшини і приходить до висновку, який виношували багато наших співвітчизників і який на нині є актуальним. Закінчується твір рядками:
|                  | Брати і сестри! Українці! Прошу, не будьте поодинці! |
| — Богдан Скробут |                                                      |

- Б. Скробут. На Київській землі. — Донецьк, 2011. — 20 с.
- Б. Скробут. Згуба волі. — Донецьк: Норд Комп'ютер, 2011. — 38 с., іл.
- Б. Скробут. Поеми. — Донецьк: Норд Комп'ютер, 2011. — 56 с., іл.
- Б. Скробут. Згуба волі // Рідний край. — 2009. — № 1. — С. 15—20.

## Вшанування
19 жовтня 2013 року за ініціятиви Смілянської міської організації ВО “Свобода” у селі Моринці відбулося відкриття пам’ятника Богданові Скробуту.
18 лютого 2016 року в місті Сміла Черкаської области вулицю та провулок Пархоменка перейменували на честь Богдана Скробута.